# Nàng công chúa kiêu kỳ
Nàng công chúa kiêu kỳ (tiếng Séc: Pyšná princezna, "Pư-xơ-na prin-chê-giơ-na") là một bộ phim chuyển thể từ câu chuyện cổ tích cùng tên của nữ văn sĩ Božena Němcová.

## Nội dung
Krasomila (Alena Vránová) là một nàng công chúa rất kiêu kỳ, không bao giờ chạm tay vào bất cứ công việc gì. Ở nước láng giềng có vị vua trẻ tên là Miroslav (Vladimír Ráž) luôn nung nấu ý định chinh phục cô gái bướng bỉnh. Chàng bèn cải trang thành người làm vườn trong cung điện của nàng, sáng nào cũng đi chăm hoa và luôn miệng ca hát dưới cửa sổ phòng Krasomila.
Lâu dần, Krasomila cảm thấy hứng thú hoàn toàn với những giai điệu dễ thương mỗi buổi sáng sớm, nàng bắt đầu bớt đi thói kiêu ngạo và đến một ngày, Krasomila đã bỏ cung điện đi cùng Miroslav, họ đến với những người thường dân, học cách sống và làm việc cùng họ.

## Diễn viên
- Alena Vránová	(công chúa Krasomila)
- Vladimír Ráž	(vua Miroslav)
- Stanislav Neumann	(vị vua già - cha của Krasomila)
- Mária Sýkorová   (chůva)
- Jaroslav Seník	(cận thần Jakub)
- Miloš Kopecký	(kancléř)
- Oldřich Dědek	(ceremoniář)
- Karel Effa		(strážce pokladu)
- Gustav Heverle	(Vítek)
- Josef Hlinomaz	(thuế quan)
- Luděk Mandaus	(hlasatel)
- Bohuslav Čáp	(švec)
- Otomar Korbelář	(hospodář)
- Jarmila Kurandová	(mụ bếp)
- Jana Werichová	(Madlenka)
- Vladimír Bejval	(Ivánek)
- František Hanus	(uhlíř)
- Nita Romanečová	(uhlířova žena)
- Terezie Brzková	(mlynářka)
- František Kovářík	(mlynář)
- Branko Koreň	(mleč)
- Miloš Nesvadba	(princ ze Země zacházejícího slunce)
- Bohuslav Kupšovský	(dlouhý zbrojnoš ve vězení)
- Rudolf Cortés	(zpívající dřevorubec)
- Václav Švec	(viên cận thần của Hoàng tử)
- Jaroslav Orlický	(posel)
- Emil Kavan		(malíř)
- Josef Hořánek	(sluha)
- František Kokejl	(řezník)
- Libuše Bokrová	(košíkářka)
- Jiří Zukal		(pomocník kováře)
- Miloš Hájek	(velitel zbrojnošů)

## Ê-kíp
- Giám đốc sản xuất: Vera Pecenková
- Âm nhạc: Dalibor C.Vackár
- Dựng phim: Jan Roth
- Biên tập: Josef Dobrichovský